# سوزانا أبايتوا
سوزانا أبايتوا (بالإسبانية: Susana Abaitua) هي ممثلة إسبانية، ولدت يوم 5 أكتوبر 1990 في فيتوريا-غاستايز في إسبانيا.

## روابط خارجية
- سوزانا أبايتوا على موقع IMDb (الإنجليزية)
- سوزانا أبايتوا على موقع ميتاكريتيك (الإنجليزية)
- سوزانا أبايتوا على موقع روتن توميتوز (الإنجليزية)
- سوزانا أبايتوا على موقع قاعدة بيانات الأفلام العربية
- سوزانا أبايتوا على موقع ألو سيني (الفرنسية)
- سوزانا أبايتوا على موقع أول موفي (الإنجليزية)
- سوزانا أبايتوا على موقع قاعدة بيانات الفيلم (الإنجليزية)
- سوزانا أبايتوا على موقع كينوبويسك (الروسية)